# Pão de Açúcar
El Pão de Açúcar és un turó situat a Rio de Janeiro, al Brasil, que ha esdevingut un dels principals punts turístics de la ciutat. El seu nom refereix a la forma del sucre de pa, el format cònic amb el que els portuguesos comerciaven el sucre extret del Brasil colonial.
És un bornhardt de 395 metres d'altura, gairebé sense vegetació, formada per un bloc únic de granit que va sofrir alteracions per pressió i temperatura, emergint amb el xoc entre els continents sud-americà i africà. Està envoltat per resquícies de vegetació atlàntica i es calcula que té una antiguitat per sobre dels 600 milions d'anys. Un telefèric (bondinho) uneix el cim amb Praia Vermelha, en un recorregut de 1400 m.
Junt al Pão de Açúcar es troba el turó (morro) d'Urca, menys escarpat i més baix. Ambdós formen el Monument Natural dels Morros Pão de Açucar i Urca. Constituït per l'ajuntament carioca l'any 2006 per preservar-ne el paisatge, va ser declarat Patrimoni de la Humanitat per la UNESCO el 2012.

## Referènelies
1. ↑  Twidale, Charles Rowland; Vidal Romani, Juan Ramón. Landforms and Geology of Granite Terrains (en anglès).  CRC Press, 2005-05-26, p. 109-116. ISBN 978-1-4398-3370-4.
2. ↑  Allaby, Michael. A Dictionary of Ecology. 4th.  Oxford University Press, 2010, p. 53. ISBN 978-0-19-956766-9.
3. ↑  «Bondinho 100 anos» (en portuguès). Arxivat de l'original el 2016-01-03. [Consulta: 15 gener 2016].
4. ↑  «DECRETO N.º 26578» (en portuguès brasiler).   Diário Oficial do Municipio do Rio de Janeiro, 01-06-2006. [Consulta: 7 abril 2024].
5. ↑  «Centro del Patrimonio Mundial -» (en castellà).   UNESCO World Heritage Centre. [Consulta: 7 abril 2024].